# Bíró Eszter (énekesnő)
Bíró Eszter (Budapest, 1977. július 21.) magyar énekesnő, színésznő, művészeti vezető .

## Életpályája
Bíró Eszter sokoldalú előadóművész: színész és énekes, aki több zenei stílusban és különböző színpadokon is otthonosan mozog. 1993-ban a Ki mit tud?-on tűnt fel először. Pályafutása 16 évesen a Miss Saigon főszerepével kezdődött, a Színház- és Filmművészeti Egyetem első évének elvégzése, majd az Egyesült Államokban végzett tanulmányai (The American Musical and Dramatic Academy) befejezése és fellépései után több más között a Mozart! és a Az operaház fantomja című musicalek, illetve a Csoda Krakkóban című film női főszereplője, illetve a Budapest Klezmer Band énekese (2002 – 2008). Nemzetközi karrierjében fontos állomások voltak az Al Di Meolával, a világhírű barcelonai La Fura Dels Baus társulatával, a New York-i Off-Off Broadway-n való fellépései, illetve elnyerte a Rovinjban számos európai ország közreműködésével megrendezett Blue Pearl Youth Pop Festival első helyezését.
2006-ban jelent meg 1. szólólemeze Zenéim 2000-2006 címmel, amelyen elsősorban saját szerzeményeit adja elő, és duettet énekel Presser Gáborral. 2007 végén jelent meg első saját világzenei albuma, az Ezter. Harmadik önálló albuma a Mikor lesz az már?, amelyet a Bíró Eszter Quintet formációjával jegyez. Az Eszter lemez egyik száma felkerült a Hungry for Hungary 15 000 példányban megjelent válogatáslemezre a mai legjobb világzenei produkciók közé, illetve az album bekerült az egyik legnevesebb New York-i népdalgyűjtő intézmény gyűjteményébe. 2013-ban elsősorban gyerekeknek és családoknak szóló képeskönyvet és lemezt, illetve színpadi produkciót készített, Állati Zenés ABC címmel. A lemezt és könyvet azóta már több általános iskola alsó tagozatában használják a tananyag kiegészítéseként.
Eszter 2013 nyarán Bécsben, majd New Yorkban (vendége a Grammy-díjas Frank London a Klezmatics-ből), Washingtonban (a Kennedy Centerben és a Smithsonian Folklife Festivalon) turnézott zenekarával, majd a legnagyobb világzenei fesztivál, a Vidor záró koncertjét játszotta a Deep Forest és Sebestyén Márta mellett.
2014-ben Fonogram díjat kapott Állati Zenés ABC c. lemezével, ami az év gyermekalbuma lett. 2015-ben megjelent Állati Zenés ABC 2. című lemezét szintén jelölték a díjra, majd ebben az évben az év énekesnőjeként Érték-díjas lett.
2019-ben megjelent  Időradírc. lemeze a 3. zenés könyve, ami gyerekeknek szól.
2020-tól Az Időmanó kalandjai címmel saját gyártású TV-sorozatot készít, ami már 23 résszel, napi rendszerességgel látható a JimJam TV-n.
Gyerek- és világzenei koncertjeivel, illetve a Falusi Mariannal közös estjével rendszeresen turnézik itthon, külföldön.
A Rózsavölgyi Szalonban Trill Zsolttal keltette életre a Szép Ernő műveiből összeállított Kérem én még nem játszottam c. előadást (r: Seres Tamás, zene: Födő Sándor).
2021-ben mutatta be Födő Sándor: Kaddis c. komoly- és világzenei művét kamarazenekari kísérettel a Dohány utcai zsinagógában. Azóta már énekelte a Győri, Szegedi, Debreceni, Pécsi, Szekszárdi és Rumbach zsinagógában, illetve a Városmajori Szavadtéri Színpadon, valamint a Miskolci Művészetek Házában és a Biatorbágyi Művelődési Központban.
A Hanna - szabadesés több szólamban c. kamaraelőadás női főszereplője (partnere és a darab rendezője Widder Kristóf), amit 2022 óta játszott már számos alkalommal a Jurányi Házban, a Szentendrei Teátrumban, a Gólem Színházban, az Ördögkatlan fesztiválon, Mosonmagyaróváron, a Szombathelyi Színházban.
Bíró Eszter 2006 óta vezeti saját, független lemez- és könyvkiadó cégét, a Miss Biro Publishing-et, illetve szakmai sikerei mellett boldog édesanyja 2008-ban és 2010-ben született gyermekeinek.
2022 - 2025 között a Budapesti Gazdasági Egyetem Külkereskedelmi Karának hallgatója kommunikáció- és médiatudomány szakon.
2023 őszétől a Mazsihisz művészeti vezetője.

## Színházi szerepei
- 2022 – Hanna – szabadesés több szólamban – Hanna (Füge Produkció – Szentendrei Teátrum – Miss Biro Publishing)
- 2019 – Az Időmanó ünnepei – Időmanó (Várkert Bazár)
- 2019 – Levelek otthonról – szereplő (Kálmán Imre Teátrum)
- 2018 – Lúzer rádió, Budapest! – Rozi (Dunaújvárosi Bartók Színház)
- 2017 – Kérem, én még nem játszottam – Szép Ernő válogatott szerelmei (Rózsavölgyi Szalon)
- 2014 – Hét boszorka – egy boszorka (Centrál Színház)
- 2013 – Elfújta a szél – Melanie Hamilton (Budapesti Operettszínház, Szegedi Szabadtéri Játékok, Soproni Aréna)
- 2012 – Egy kicsit ide, egy kicsit oda – közös est Falusi Mariannal (Városmajori Szabadtéri Színpad)
- 2009 – Beat in the dark – Witch of the Forest – La Fura Dels Baus társulatával (Sziget Fesztivál)
- 2006 – Rocky Horror Show - Janet (Belvárosi Színház)
- 2004 – Eszterek Könyve (Horgas Eszterrel) – Eszter (Thália Színház)
- 2003 – Hegedűs a háztetőn – Hódel (Egri Gárdonyi Géza Színház)
- 2003 – Az Operaház fantomja – Christine (Madách Színház)
- 2003 – Mozart! – Nannerl (Budapesti Operettszínház)
- 2003 – Carmen-koncert (Horgas Eszterrel és Al Di Meolával) – Micaela (Budapest Sport Aréna)
- 2002 – Lucifer – show – Éva (Szolnoki Szigligeti Színház)
- 2000 – Alcador – Syrindra (Brook L. Theatre, New York)
- 2000 – Jesus Christ Superstar – Mary Magdolene (Rockwell Productions, PA)
- 2000 – Sleeping Beauty – Queen Charlotte (Fantasy Playhouse, New York)
- 1999 – The Jew of Malta – Bellamira (Musical Theatre Works, New York City)
- 1997 – Egy nyári éj mosolya – Anne Egerman (Madách Színház)
- 1996 – West Side Story – Maria (Veszprémi Petőfi Színház)
- 1996 – A szerelem arcai – Jenny (Madách Kamara Színház)
- 1995 – Az Apostol – Feleség (Magyar Rádió)
- 1995 – Dorian Gray – Sybil Vane (Rock Színház – Bloomsbury Theatre, London)
- 1994 – Miss Saigon – Kim (Budapesti Operettszínház – Szegedi Szabadtéri Játékok – Rock Színház)

## Filmjei
- 2025 - Mariana’s room (francia film, r: Emmanuel Finkiel)
- 2025 - Apám (ELTE diplomafilm, r: Bóna Jakab)
- 2024 - Az Időmanó kalandjai (TV-sorozat, 3. évad – 6 rész) JimJam TV
- 2021 – Az Időmanó kalandjai (TV-sorozat, 2. évad – 8 rész) JimJam TV
- 2020 – Presser Gábor és barátai: Raktárszínház (2022-től a YouTube-on)
- 2020 – Az Időmanó kalandjai – Időmanó (TV-sorozat, 1. évad, 9 rész)(r.: Bíró Eszter, Födő Sándor, Seres Flóra)
- 2014 – Regina Jonas – Narrator (angol verzió, Rachel Weisz mellett) (r.: Groó Diana)
- 2014 – Zorán a Budapest Arénában – duett Zoránnal (DVD, Universal)
- 2013 – Falusi Mariann – Bíró Eszter koncert az A38 hajón, 2 részben (MTVA koncert film)
- 2010 – Bíró Eszter Quintet koncert a Pécsi Zsinagógában (MTVA koncert film)
- 2007 – Ezter (projekt) az A38 hajón (MTVA koncert film)
- 2007 – Bíró Eszter és vendégei a Művészetek Palotájában (MTVA koncert film)
- 2007 – Tarka képzelet – Gulácsy álmai – női főszerep (r.: Groó Diana)
- 2006 – A virágünnep vége – női főszerep (r.: Groó Diana)
- 2005 – Urlicht – epizódszerep (r.: Groó Diana, Cinemafilm)
- 2004 – Yiddish Blues (r.: Novák Emil)
- 2004 – A Christmas Carol (Kelsey Grammer és Jennifer Love Hewitt főszereplésével) – Caroler (r: Arthur Allan Seidelman, NBC, Hallmark)
- 2004 – Csoda Krakkóban – női főszerep (r.: Groó Diana, Cinemafilm)
- 2003 – Mix – epizódszerep (r.: Steven Lovy)

## Szólólemezei
- 2025 - Bíró Eszter: Előttem van észak! - könyv digitálisan megjelent lemezzel (Miss Biro Publishing)
- 2024 - Alszik a szív (Jordán Adéllal és Lábas Vikivel) - single - digitális megjelenés
- 2023 – Bíró Eszter: Kaddis – CD (zene: Födő Sándor)
- 2019 – Bíró Eszter: Időradír – Zenés képeskönyv, 15 dalos CD melléklettel (Móra / Miss Biro Publishing)
- 2015 – Bíró Eszter: Állati Zenés ABC 1. – Zenés, mesés képeskönyv, 22 dalos CD melléklettel (Alexandra Kiadó)[3]
- 2015 – Bíró Eszter: Állati Zenés ABC 2. – könyv, poszter és 24 dalos nagylemez (Alexandra Kiadó)[4]
- 2013 – Bíró Eszter: Állati Zenés ABC – könyv, poszter és 22 dalos nagylemez – Miss Biro Publishing
- 2009 – Bíró Eszter Quintet – Mikor lesz az már? – Miss Biro Publishing
- 2007 – Ezter: Ezter (projektlemez) – Miss Biro Publishing
- 2006 – Bíró Eszter: Zenéim 2000-2006 – Miss Biro Publishing

## Közreműködések mások lemezein
- 2022 – Oláh Ibolya: Nem adom el – énekes – Tom-Tom Records
- 2023 – Oláh Ibolya: Gyere közelebb – énekes – MTVA
- 2018 – Oláh Ibolya: Voltam Ibojka – énekes – Locovox / Helikon
- 2013 – Zorán: Egypár barát (duett – Mit akar az eső) – Universal Music
- 2012 – A világ legszebb kincse (könyv és lemez) – énekes szólista, narrátor – Csimota
- 2007 – Régi idők mozija (dupla CD) – énekes szólista – NarRator Records
- 2006 – G. Dénes György (Zsüti) Emlékgála (dupla CD) – szólista – Warner / Magneoton
- 2006 – Egyesült Hangok: Magyarország (maxi CD) – szólista – Sony BMG
- 2006 – Csoda Krakkóban (DVD) – női főszereplő – Odeon
- 2005 – Budapest Klezmer Band – Le chajem Budapest (DVD) – szólista – Klezmer Music
- 2005 – Budapest Klezmer Band: Le chajem Rebbe (CD) – szólista – Klezmer Music
- 2005 – Duende: Lélekvándor (szólista: Záróra-dal) – szerzői kiadás
- 2004 – Presser Gábor: Musical (duett Kovax-szal) – BMG
- 2004 – Gerendás Péter: Memento (CD) – szólista – NaRator Records
- 2003 – Kovax (duett: Nem szólnak a csillagok) – Tom-Tom Records
- 1998 – Presser: Képzelt riport egy amerikai popfesztiválról (Nem akarom látni) – BMG
- 1994 – Miss Saigon – Kim (CD) – női főszereplő – Polygram Hungary

## Díjai
- Pro Arte Erzsébetváros - díj - kiemelkedő és értékteremtő művészi munkájáért (2025)
- Fonogram – Magyar Zenei Díj – jelölés (Kaddis) – Az év hazai világzenei albuma (2024)
- Fonogram – Magyar Zenei Díj – jelölés (Időradír) – Az év hazai gyermekalbuma (2020)
- Fonogram – Magyar Zenei Díj – jelölés (Állati Zenés ABC 2.) – Az év hazai gyermekalbuma (2016)
- Story Értékdíj – Az év énekesnője (2015)
- Fonogram – Magyar Zenei Díj – Az év hazai gyermekalbuma (Állati Zenés ABC 1.) (2014)
- EMeRTon díj – Az év együttese (Budapest Klezmer Band) énekeseként (2005)
- Gundel Művészeti Díj (2003)
- Cosmopolitan Magazin Nagydíja – Az év énekesnője (2002)
- Fiatalok Eurovíziós Dalfesztiválja (Rovinj, Horvátország) – 1. helyezett, a fesztivál győztese (1997)
- Ifjúsági Magazin – Az év hangja (1994)

## Külső hivatkozások
- Színházi adattár. Országos Színháztörténeti Múzeum és Intézet. (Hozzáférés: 2025. július 17.)